# Blaesoxipha subunicolor
Blaesoxipha subunicolor är en tvåvingeart som beskrevs av Ma 1981. Blaesoxipha subunicolor ingår i släktet Blaesoxipha och familjen köttflugor. Inga underarter finns listade i Catalogue of Life.